# Udenhout
 (janvier 2021).
Si vous disposez d'ouvrages ou d'articles de référence ou si vous connaissez des sites web de qualité traitant du thème abordé ici, merci de compléter l'article en donnant les références utiles à sa vérifiabilité et en les liant à la section « Notes et références ».
Udenhout est un village et une ancienne commune dans la province du Brabant-Septentrional, aux Pays-Bas. Udenhout est situé au nord-est de la commune de Tilbourg, au nord de Berkel-Enschot et au sud du Parc National De Loonse en Drunense Duinen. Le 1er janvier 2005, le village comptait environ 8 766 habitants.
Udenhout a été une commune indépendante jusqu'au 1er janvier 1997, date de son rattachement à la commune de Tilbourg.

## Histoire
En 1232, l'Abbaye de Tongerlo norbertine obtint des droits dans la forêt d'Udenhout. C'est la première mention certaine d'Udenhout dans les sources écrites. Autour de l'an 1300, plus de biens ont obtenu par cette abbaye, souvent de la cercle d'amis du Duc du Brabant. En 1306, l'abbé de Tongerlo donnait 36 bonniers et en 1314, il donnait 35 bonniers plus de sa possession aux particuliers pour l'exploiter. Beaucoup de biens étaient acquis par des églises de Bois-le-Duc. À cause de cela, on peut déduire la plupart de la propriété foncière au XIVe siècle.
De toute temps, Udenhout faisait partie de la paroisse d'Oisterwijk. L'Abbaye de Sainte Gertrude à Louvain possédait le droit de patronage, donc elle fournissait les pasteurs. L'ampleur d'Udenhout rendait la visite à l'église difficile et c'est pourquoi en 1474, la société d'Udenhout obtenait une propre chapelle, située près du carrefour du village, ce qui s'appelait de Cruijsstraet. C'est pourquoi dans les sources, on s'appelait la chapelle souvent de Cruijsstraetse capelle. Mais ce procès était difficile parce que le pasteur d'Oisterwijk voulait maintenir ses droits et ses revenus. Finalement, les participants parvenaient à un compromis. Ces querelles persistaient jusqu'au XVIIe siècle.
En 1997, la commune d'Udenhout a été abolie avec une forte opposition des résidents. La plupart, y compris le noyau d'Udenhout, est devenue une partie de Tilbourg, le noyau de Biezenmortel est devenu une partie d'Haaren. Udenhout préférait le rattachement à la commune de Loon op Zand, mais il a été assigné à Tilbourg. La commune d'Udenhout comptait 9 028 habitants au moment de sa cessation.